# Chahra (série télévisée)
Chahra est une série télévisée algérienne réalisée par Bachir Belhaj et diffusée quotidiennement sur Télévision Algérienne.

## Fiche technique
- Dialogues : Belkacem Raouas
- Production : Tassala Video pour production
- Société de distribution : Établissement public de télévision
- Langue : Arabe

## Distribution
- Bouchra Okbi : Yassmine
- Lamia Zoubir : Chahra
- Houssin Beaouali : Faiz
- Bahia Rachedi : Taouas
- Abdel Kader Tajer : Bachir
- Fadhila Oabdessalam : Yamna
- Sid Ali Saadi : Majid